# Benedikt Anton Aufschnaiter
Benedikt Anton Aufschnaiter (Kitzbühel, 21 febbraio 1665 – Passavia, 24 gennaio 1742) è stato un compositore austriaco.

## Biografia
Aufschnaiter ricevette buona parte della sua formazione musicale a Vienna, ove visse per parecchi anni. Il 16 gennaio 1705 fu nominato Kapellmeister a Passavia, alla corte del cardinale vescovo Johann Philipp von Lamberg, come successore del defunto Georg Muffat.
Probabilmente, in un periodo successivo ebbe un posto di rilievo nella cappella della Corte imperiale a Vienna. 
Si sposò due volte e dal secondo matrimonio ebbe un figlio.
La maggior parte delle circa 300 opere superstiti di Aufschnaiter sono di musica sacra. Nel suo trattato Regulæ Fundamentales Musurgiæ menziona come suoi modelli Giacomo Carissimi, Orlando di Lasso, Johann Kaspar Kerll e Adam Gumpelzhaimer.

## Opere scelte

### Trattato teorico
- Regulæ Fundamentales Musurgiæ ("Regole fondamentali per la composizione musicale")

### Composizioni
- Concors discordia op. 2 (Norimberga 1695) - sei serenate per orchestra
- Dulcis Fidium Harmoniæ op. 4 (Augusta 1703) - otto sonate per archi
- Memnon sacer ab oriente op. 5 (Augusta 1709) - Salmi per il vespro
- Alaudæ V op. 6 (1711) - cinque messe
- Aquila clangens op. 7 (Passavia 1719) - dodici offertori
- Cymbalum Davidis op. 8 (Passavia 1728) - quattro salmi per il vespro
- Miserere pro tempore quadragesimae op. 9 (inedito, 1724)
- Concerto o parthia della cortesia
- Kommt, beschaut die Weisheit - Pastorella-Trio sonata
- Litaniae Lauretanae
- Requiem in do maggiore (1738)
- Serenada della pace in do maggiore
- Sonata gloriosa